# Wzgórza Niemczańsko-Strzelińskie

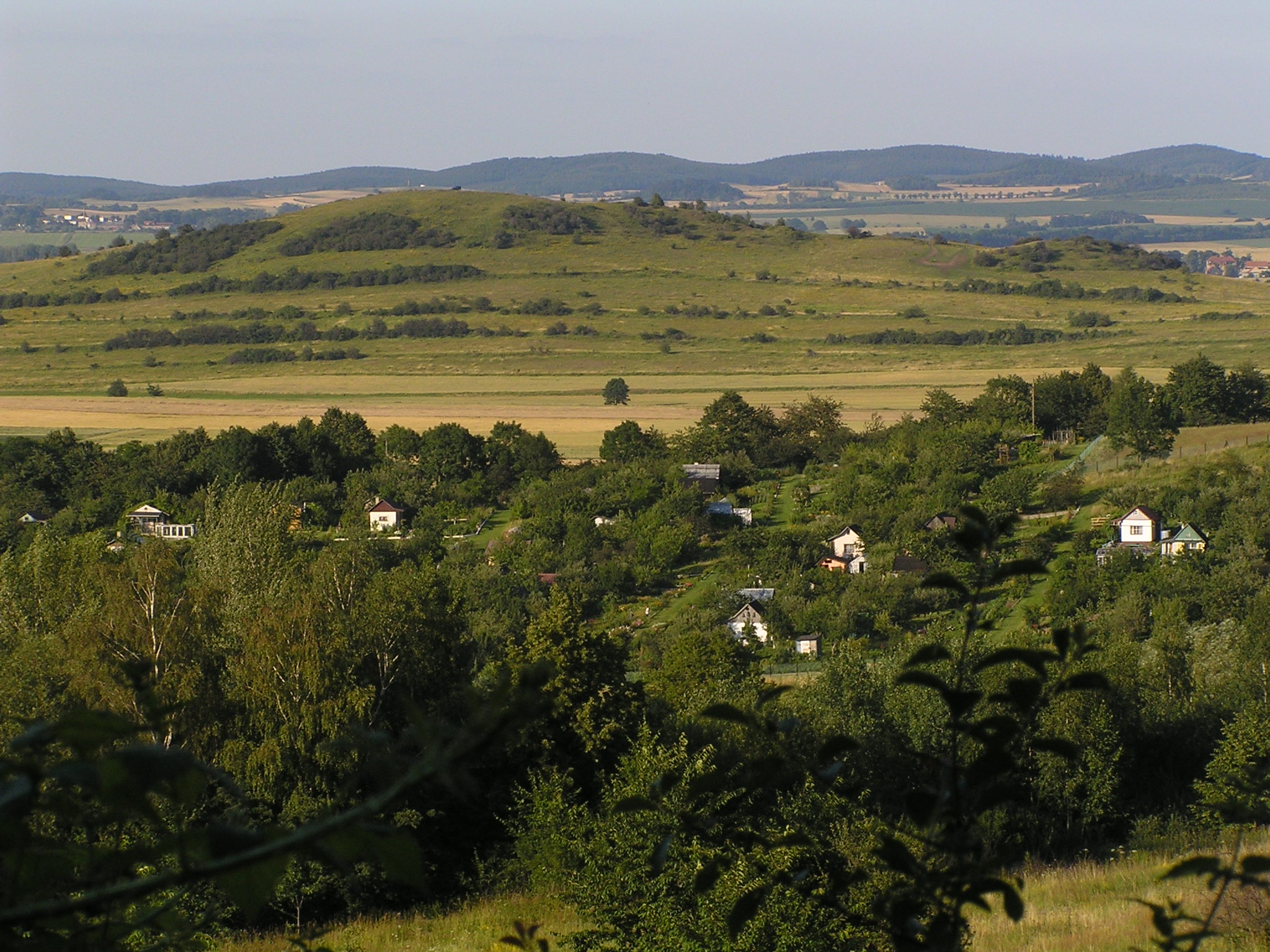
Wzgórza Bielawskie mikroregion Wzgórz Niemczańsko-Strzelińskich

Wzgórza Niemczańsko-Strzelińskie (332.14) – mezoregion wchodzący w skład Przedgórza Sudeckiego, zajmuje obszar o powierzchni około 1140 km². Obszar stanowią niewysokie wzniesienia, pooddzielane szerokimi obniżeniami, które wyraźnie wyodrębniają się w terenie. Obejmuje północno-wschodnią część Przedgórza. Najwyższym szczytem jest Wrona.

## Charakterystyka
W skład mezoregionu wchodzą (wymieniając od południowego zachodu): 
- Wzgórza Bielawskie
- Wzgórza Gilowskie
- Wzgórza Krzyżowe
- Wzgórza Łagiewnickie
- Wzgórza Gumińskie
- Wzgórza Dębowe
- Wzgórza Szklarskie
- Wzgórza Dobrzenieckie
- Wzgórza Lipowe
- Kotlina Henrykowska
- Wysoczyzna Ziębicka
- Dolina Oławy
- Wzgórza Strzelińskie
- Wysoczyzna Nyska.

Od północy i wschodu mezoregion graniczy z Równinami Kącką i Grodkowską, które tworzą szeroką dolinę Oławy na Nizinie Śląskiej. Od południa mezoregion graniczy z Obniżeniem Otmuchowskim, za którym są już Sudety.
Pod względem geologicznym obejmuje północno-wschodni fragment bloku przedsudeckiego. Są to fragmenty bloku sowiogórskiego, strefy Niemczy, metamorfiku Wzgórz Strzelińskich oraz masyw serpentynitowy Szklar, metamorfik niemczański i metamorfik Doboszowic. Podłoże zbudowane jest przede wszystkim ze skał metamorficznych – gnejsów, łupków łyszczykowych, kwarcytów, amfibolitów, mylonitów, marmurów, poprzecinanych we wschodniej części licznymi ciałami granitowymi, południowo-zachodniej gabrowymi, serpentynitowymi oraz żyłami bazaltu. Częściowo przykrywają je skały osadowe, wieku mioceńskiego i plejstoceńskiego, m.in. iły z wkładkami węgli brunatnych, piaski, gliny, lessy.

## Odznaka regionalna
W 1998 roku Oddział PTTK Ziemi Strzelińskiej w Strzelinie ustanowił cykliczną Regionalną Odznakę Turystyczno-Krajoznawczą „Wzgórza Niemczańsko-Strzelińskie”. Można ją zdobywać w turystyce pieszej, rowerowej, na zawodach na orientację oraz za zwiedzanie miejscowości.